# Grambin
Grambin település Németországban, Mecklenburg-Elő-Pomeránia tartományban. Lakosainak száma 426 fő (2023. december 31.). Grambin Mönkebude és Ueckermünde községekkel határos.

## Népesség
A település népességének változása:
| Lakosok száma | 415  | 430  | 424  | 425  | 426  |
|               | 2017 | 2019 | 2021 | 2022 | 2023 |